# Potentilla cappadocica
Potentilla cappadocica är en rosväxtart som beskrevs av Pierre Edmond Boissier. Potentilla cappadocica ingår i Fingerörtssläktet som ingår i familjen rosväxter. Inga underarter finns listade i Catalogue of Life.